# Isabel de Nassau
Isabel de Orange-Nassau (em holandês: Elisabeth Flandrika; Midelburgo, 26 de abril de 1577 - Sedan, 3 de setembro de 1642) foi a segunda filha do terceiro casamento do príncipe Guilherme I de Orange com a duquesa Carlota de Bourbon. Tornou-se duquesa de Bulhão por casamento.

## Biografia
Depois de o seu pai ser assassinado em 1584, Isabel, as suas irmãs e a madrasta, Luísa de Coligny, ficaram com problemas económicos. Em 1594, Luísa levou Isabel consigo para França onde conheceu vários nobres protestantes. Um deles, Henrique de La Tour de Auvérnia, duque de Bulhão e Príncípe de Sedan, fez a sua proposta de casamento e Isabel aceitou. O casal teve nove filhos.
Henrique tentou manter o principado de Sedan protestante, mas teve de enfrentar a hostilidade dos seus vizinhos católicos.
Quando o marido se ausentava, Luísa governava em seu nome e, após a sua morte em 1623, tornou-se regente do filho de ambos, Frederico Maurício de La Tour de Auvérnia. Manteve-se sempre próxima da sua madrasta e das cinco irmãs, das quais duas também se tornaram regentes.

## Descendência
1. Luísa de La Tour de Auvérnia (Agosto de 1596 - Novembro de 1607), morreu com cerca de onze anos de idade.
2. Maria de La Tour de Auvérnia (1599 - 24 de Maio de 1665), casada com o duque Henrique de La Trémoille; com descendência.
3. Filho sem nome (Abril de 1603)
4. Juliana Catarina de La Tour de Auvérnia (8 de Outubro de 1604 - 6 de Outubro de 1637) casada com François de La Rochefoucauld, conde de Roucy, barão de Pierrepont; com descendência.
5. Frederico Maurício de La Tour de Auvérnia (22 de Outubro de 1605 – 9 de Agosto de 1652) casado com Leonor Catarina de Bergh; com descendência.
6. Isabel de La Tour de Auvérnia (1606 - 1 de Dezembro de 1685) casada com Guy Aldonce de Durfort, mãe de Guy Aldonce de Durfort de Lorges.
7. Henriqueta Catarina de La Tour de Auvérnia (m. 1677) casada com Amaury Gouyon, marquês de La Moussaye, conde de Quintin; com descendência.
8. Henrique de La Tour de Auvérnia, conhecido como visconde de Turenne (11 de Setembro de 1611 - 27 de Julho de 1675), casado com Carlota de Caumont, filha de Armand Nompar de Caumont; com descendência.

## Genealogia
| Isabel de Orange-Nassau | Pai: Guilherme I de Orange | Avô paterno: Guilherme I de Nassau-Dillenburg | Bisavô paterno: João V de Nassau-Vianden-Dietz           |
| Isabel de Orange-Nassau | Pai: Guilherme I de Orange | Avô paterno: Guilherme I de Nassau-Dillenburg | Bisavó paterna: Isabel de Hesse-Marburg                  |
| Isabel de Orange-Nassau | Pai: Guilherme I de Orange | Avó paterna: Juliana de Stolberg              | Bisavô paterno: Bodo VIII de Stolberg-Wernigerode        |
| Isabel de Orange-Nassau | Pai: Guilherme I de Orange | Avó paterna: Juliana de Stolberg              | Bisavó paterna: Ana de Eppstein-Königstein               |
| Isabel de Orange-Nassau | Mãe: Carlota de Bourbon    | Avô materno: Luís, Duque de Montpensier       | Bisavô materno: Luís de La Roche-sur-Yon                 |
| Isabel de Orange-Nassau | Mãe: Carlota de Bourbon    | Avô materno: Luís, Duque de Montpensier       | Bisavó materna: Luísa de Bournon, duquesa de Montpensier |
| Isabel de Orange-Nassau | Mãe: Carlota de Bourbon    | Avó materna: Jaqueline de Longwy              | Bisavô materno: João IV de Longwy                        |
| Isabel de Orange-Nassau | Mãe: Carlota de Bourbon    | Avó materna: Jaqueline de Longwy              | Bisavó materna: Joana de Angoulême                       |